# Borgå domkyrka

Borgå domkyrka är domkyrka i Borgå stift inom den evangelisk-lutherska kyrkan i Finland.
Borgå är hela östra Nylands stamsocken och torde ha bildats i mitten av 1200-talet. Borgå kyrksocken nämns första gången 1327 och var en regalförsamling. År 1351 skänkte kung Magnus Eriksson patronatsrätten över Borgå och dess två kapell, Pernå och Sibbo, åt Padis kloster. Dess överhöghet varade till 1429. Helsinge och Pyttis bör ha avskilts som egna kyrksocknar före överlåtelsen till Padis.
Borgå domkyrka är en gråstenskyrka som ligger i centrala Borgå och började byggas på 1200-talet och blev i sin nuvarande form färdig omkring 1480. På samma plats fanns tidigare en äldre stenkyrka, som i sin tur troligen ersatte en ännu äldre träkyrka. Kyrkans arkitektur är i stort sett densamma som den för de kringliggande kustsocknarnas kyrkor - t.ex. Helsinge, Sibbo, Pernå och Pyttis - men den i Borgå är med sin höjd på 30 meter betydligt större. En del drag som påminner om baltisk och nordtysk tegelgotik kan spåras. 
Byggnaden har varit domkyrka i det gamla Borgå stift 1723–1923 och i det nuvarande svenskspråkiga Borgå stift sedan 1923. Den är huvudkyrka i Borgå svenska domkyrkoförsamling och Borgå finska församling.
På domkyrkans tomt står också Lilla kyrkan, en träkyrka som byggdes på 1700-talet för de finskspråkiga församlingsmedlemmarnas gudstjänster, samt en klockstapel.

## Branden 2006

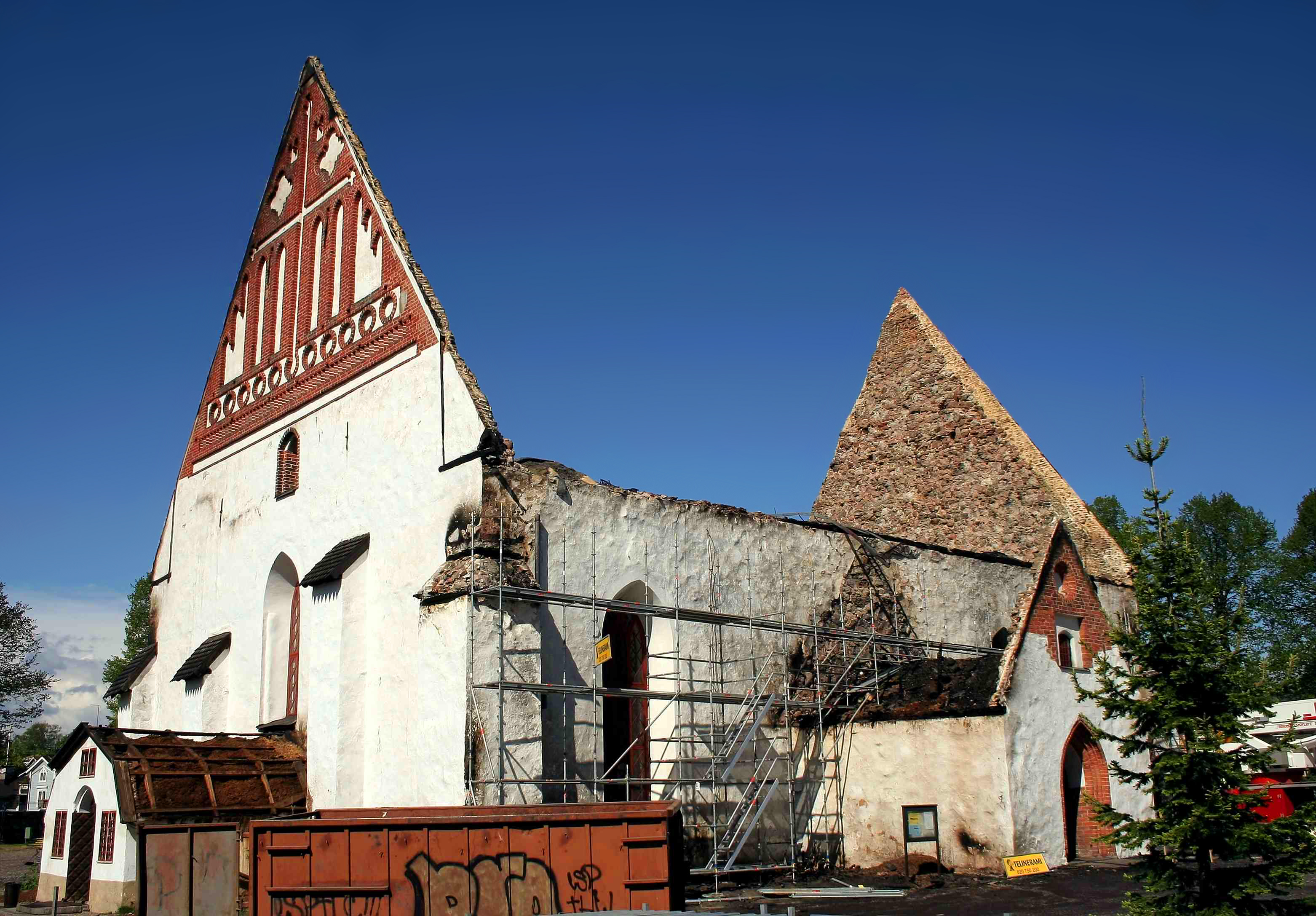
Den brandskadade domkyrkan i maj 2006.

Natten till måndagen den 29 maj 2006 utbröt en brand i kyrkan. Yttertaket förstördes totalt, men interiören klarade sig med mindre skador eftersom innertaket inte rasade in. På morgonen efter branden var orsaken fortfarande oklar, men det misstänktes röra sig om en anlagd brand. Redan samma kväll greps några personer, och några dagar efter branden häktades en 18-årig man från Askola som misstänkt för dådet. Hösten 2006 dömdes mannen av tingsrätten i Borgå till 3 års och 2 månaders fängelse för sabotage. Två andra ungdomar som hade åtalats för medhjälp straffades inte.
Till följd av branden har andra församlingar i Borgå stift sett över sitt brandskydd, framför allt församlingar i Österbotten där antalet träkyrkor är stort.
Installationen av biskop Gustav Björkstrand i Borgå stift vid första advent 2006 hölls på grund av branden i den medeltida kyrkan i Pernå, en grannförsamling 30 km öster om Borgå. Borgå domkyrka återinvigdes i återställt skick första advent 2008, men öppnades för turister redan den 2 juli 2008.